# Hendrik Springer

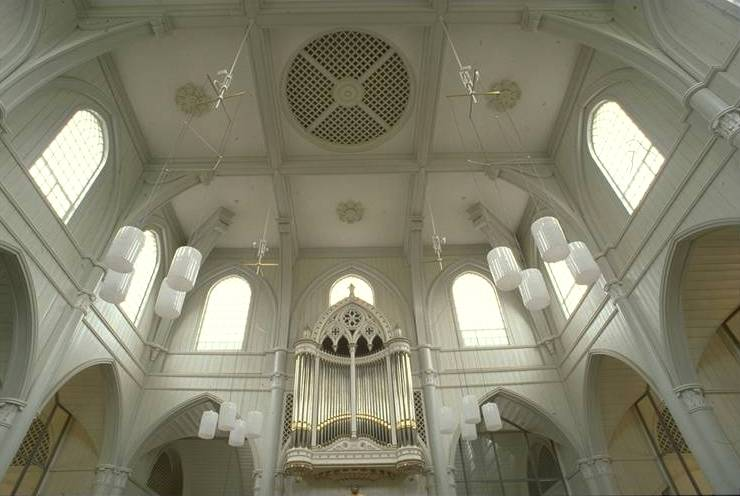
Interieur van de Amstelkerk met het Bätz-orgel met neogotische kast.

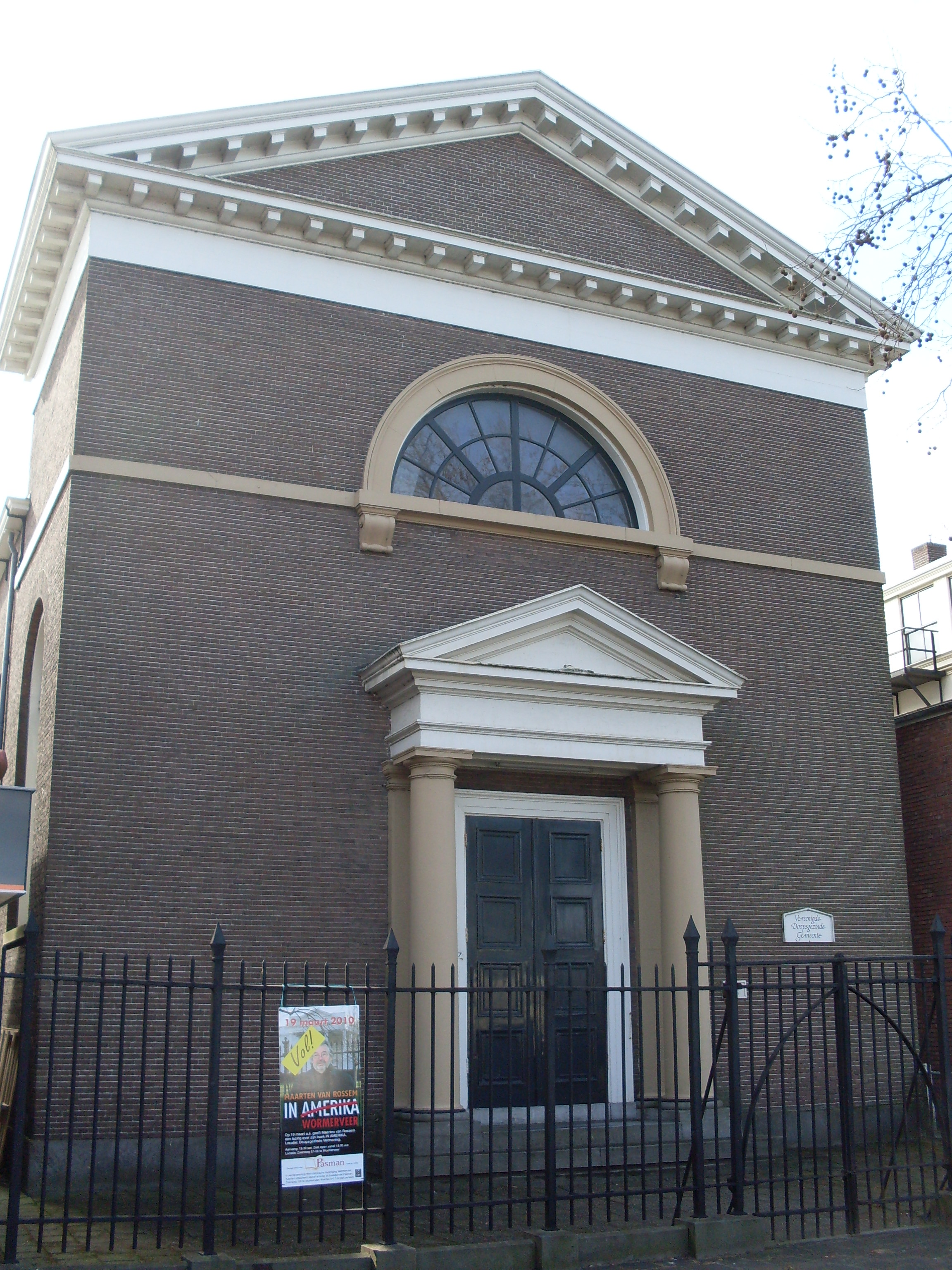
De Doopsgezinde Vermaning in Wormerveer

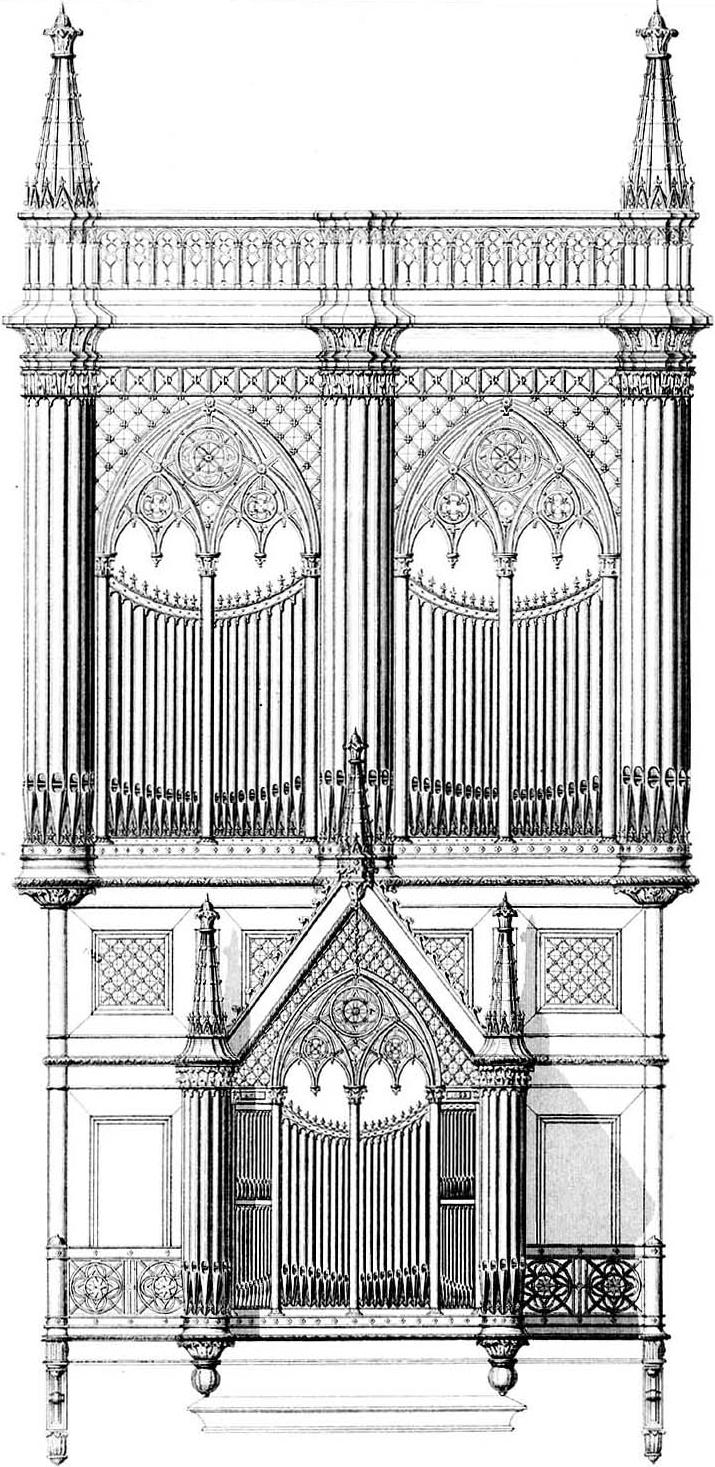
Ontwerp voor het orgel in de Grote Kerk van Naarden

Hendrik Springer (Amsterdam, 17 maart 1805 - Amsterdam, 16 oktober 1867) was een Nederlands architect en telg uit een bekende lutherse kunstenaarsfamilie.

## Biografie
Springer was de zoon van de timmerman Willem Springer (1778-1857) en Maria Elisabeth Doetzen (1778-1848). Hij was de oudere broer van de architect Willem Springer (1815-1907) en de kunstschilder Cornelis Springer (1817-1891), aan wie hij onderricht gaf in bouwkundig tekenen en perspectief. Hij volgde eerst een praktijkopleiding in een timmermanswinkel, en vervolgens van 1823 tot 1828 een tekenopleiding bij Tieleman Franciscus Suys aan de Koninklijke Academie voor Beeldende Kunsten in Amsterdam, waar hij in 1827 vergeefs meedong naar de Grote Prijs. Aansluitend was hij daar zelf onderwijzer in de bouwkunst, en vervolgens van 1830 tot 1835 waarnemend directeur, in de praktijk voor de duur van een jaar onderbroken door zijn deelname aan de strijd tegen de Belgen, waaronder aan de Tiendaagse Veldtocht.
Springer fungeerde als onderbaas bij de door zijn vader Willem Springer en aannemer Gerrit Moele junior geleide herbouw van de Ronde Lutherse Kerk in Amsterdam na de brand van 1822 naar ontwerp van stadsarchitect Jan de Greef.
Nadat zijn waarnemend directeurschap aan de Academie in 1835 niet in een definitief werd omgezet, omdat in zijn plaats Martinus Gerardus Tétar van Elven werd benoemd, vestigde Springer zich als particulier architect. In 1836 solliciteerde hij nog wel vergeefs naar de tot dusverre door Tétar van Elven vervulde post van stadsbouwmeester in Harderwijk, in 1838 vergeefs naar die van stadsbouwmeester in Utrecht.
Hij heeft sindsdien aan veel architectuurprijsvragen meegedaan, waarbij hij in veertien gevallen de eerste prijs of ten minste een eervolle vermelding binnenhaalde. Een voorbeeld is de Amsterdamse Beursprijsvraag in 1837, die desondanks uiteindelijk tussen 1841 en 1845 niet naar zíjn ontwerp, maar naar dat van Jan David Zocher junior gebouwd zou worden.
In datzelfde jaar 1837 won hij ook de prijsvraag voor de verbouwing van de houten Amstelkerk in Amsterdam alsmede die voor de bouw van de hervormde Grote Kerk in Apeldoorn. Deze enorme neoclassicistische kruiskerk gold als zijn belangrijkste werk, maar die werd in 1890 door brand verwoest. Ook de opdracht voor de Doopsgezinde Vermaning in Wormerveer en het Lutherse Ziekenhuis in de Nieuwe Kerkstraat in Amsterdam waren aan een gewonnen prijsvraag te danken.
Daarnaast ontwierp hij in opdracht van de firma Bätz in Utrecht orgelkasten voor een stuk of dertig (vooral hervormde) kerken in heel Nederland., waaronder dat in de Grote Kerk van Naarden (1862).
In 1849 vertaalde hij de baanbrekende archeologische studie van de Britse architecten James 'Athenian' Stuart (1713-1788) en Nicholas Revett (1720-1804), die in de tweede helft van de achttiende eeuw een cruciale rol had gespeeld bij de herontdekking van het antieke Griekenland, en sindsdien een belangrijke inspiratiebron voor de eigentijdse neoclassicistische bouwkunst had gevormd. Later schreef hij ook een tekenhandleiding. Het enige ontwerp van zijn hand dat ooit in drukvorm werd gepubliceerd, betrof, in 1864, een nooit uitgevoerd project voor een stadhuis.

## Bouwwerken
- Wormerveer, Doopsgezinde Vermaning (1830-1831)
- Apeldoorn, Grote Kerk (1839-1842, 1890 afgebrand)
- Amsterdam, verbouwing Amstelkerk (1840-1842, met Pieter Johannes Hamer)
- Amsterdam, Lutherse Ziekenhuis (1855-1857)